# B. Frank Heintzleman
Benjamin Franklin « Frank » Heintzleman, né le 3 décembre 1888 et mort le 24 juin 1965, est un homme politique républicain américain. Il est gouverneur du territoire de l'Alaska entre 1953 et 1957.

## Sources
- (en) Cet article est partiellement ou en totalité issu de l’article de Wikipédia en anglais intitulé « B. Frank Heintzleman » (voir la liste des auteurs).